# بوتیک هتل سنگ سیاه
بوتیک هتل سنگ سیاه ساختمانی در محله سنگ سیاه شیراز است. این هتل دارای مساحت زیربنای ۵۶۰ مترمربع است و در سال ۱۳۹۶ ساخت آن شروع و در سال ۱۳۹۹ به پایان رسید. این ساختمان رتبه اول مشترک گروه ساختمان‌های عمومی در سیزدهمین دوره جایزه معماری و معماری داخلی ایران و رتبه سوم گروه ساختمان‌های عمومی در بیستمین دوره جایزه معمار را کسب کرد. طراحی ساختمان توسط علی سوداگران، نازنین کازرونیان، محمدامین نجابت صورت گرفته‌است.

## موقعیت
در بافت تاریخی شیراز محله سنگ سیاه، به مساحت عرصه ۵۶۰ مترمربع، مابین و در همسایگی پنج بنای ثبت ملی از دوره‌های تاریخی ایلخانی، زندیه، قاجاریه و پهلوی ساخته شده‌است.
این مجتمع یکی از هفت هتل در محله سیاه سنگ شیراز می‌باشد و از نظر موقعیت جغرافیایی در نزدیکی مراکز مهمی مانند خانه سعادت، خانه فروغ الملک و پاساژ کازرونی‌ها و همچنین هتل سنتی طاها، امامزاده بی بی دختران، چترنور، باغ ایلخانی و کلیسای ارامنه شیراز قرار گرفته‌است.

## طراحی
بنا، براساس الگوی حیاط میانی، تمامی بازشوها رو به درون و خط آسمان براساس همجواری با بناهای اطراف به ویژه مسجد تاریخی میرزا هادی شکل گرفته‌است.

## مصالح
در این ساختمان آجری از مصالح دست‌ساز مانند آجر خشتی برای هماهنگی بیشتری با بافت منطقه استفاده شده‌است. در داخل اتاق‌ها، کاشی دست‌ساز با الورهای مختص تولیدات دستی، بر دست‌ساز بودن مصالح تأکید شده است.

## جوایز
- رتبه اول مشترک گروه ساختمان‌های عمومی در سیزدهمین دوره جایزه معماری و معماری داخلی ایران، ۱۳۹۹[۷][۱]
- رتبه سوم گروه ساختمان‌های عمومی در بیستمین دوره جایزه معمار، ۱۳۹۹[۱]
- رتبه دوم جایزه آسیایی 2ACAA [۸]